# Powiat Angermünde (1818–1952)

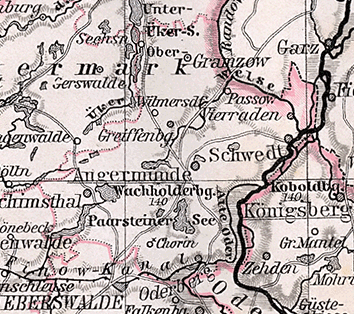
Mapa powiatu w 1905

Powiat Angermünde (niem. Landkreis Angermünde, Kreis Angermünde, pol. powiat węgryujski) – dawny powiat w Królestwie Prus, w prowincji prowincji Brandenburgia, w rejencji poczdamskiej. Istniał w latach 1818–1952, siedzibą władz powiatu było miasto Angermünde. Teren dawnego powiatu leży obecnie w kraju związkowym Brandenburgia w powiatach Uckermark oraz Barnim.
1 stycznia 1945 na terenie powiatu znajdowało się:
- sześć miast: Angermünde, Greiffenberg, Joachimsthal, Oderberg, Schwedt/Oder oraz Vierraden
- 83 innych gmin
- cztery majątki junkierskie.

## Po 1945
W 1945 roku Polsce przypadło bardzo wąskie pasmo powiatu Angermünde, stanowiące połowę obszaru pomiędzy Odrą właściwą a Kanałem Hohensaaten-Friedrichsthal na wysokości Widuchowej (obecnie obszar ten należy do Gatow, dzielnicy miasta Schwedt/Oder). Niemal cały powiat węgryujski pozostał w Niemczech. Polską część powiatu włączono do powiatu gryfińskiego w nowo utworzonym woj. szczecińskim.